# Мърконич град (община)
Община Мърконич град (на сръбски: Општина Мркоњић Град) е разположена в Република Сръбска, част от Босна и Херцеговина. Неин административен център е град Мърконич град. Общата площ на общината е 638.19 км2. Населението ѝ през 2004 година е 20 004 души.